# Justizirrtümer um Adolf S. und Bernhard M.
Die Justizirrtümer um Adolf S. und Bernhard M. führten 1995 in zwei unabhängigen Strafverfahren zu Verurteilungen des Kraftfahrers Adolf S. und seines Schwagers Bernhard M., die von ihrer Tochter bzw. Nichte fälschlich mehrfacher Vergewaltigung bezichtigt wurden. Nach vollständiger Verbüßung ihrer mehrjährigen Freiheitsstrafen wurden beide in Wiederaufnahmeverfahren freigesprochen.

## Beschuldigungen und Verurteilungen
1994 beschuldigte die damals 18-jährige Schülerin „Amelie“ (von Journalisten und Buchautoren gewähltes Pseudonym) ihren Vater Adolf S., sie in den vergangenen sechs Jahren insgesamt zehnmal vergewaltigt zu haben. Zusätzlich habe er mit einem Kleiderbügel einen Abtreibungsversuch an ihr vorgenommen. Später erweiterte sie ihre Anschuldigungen auf ihren Onkel Bernhard M., den sie der vierfachen Vergewaltigung bezichtigte. Beide wurden festgenommen, der Vater am 31. März 1995 nach drei Prozesstagen vom Landgericht Osnabrück zu sieben Jahren Freiheitsstrafe verurteilt.
In der Hauptverhandlung gegen den Onkel Bernhard M. zeigte sich bei Einnahme des Augenscheins, dass eine von „Amelie“ behauptete Vergewaltigung in einem Toyota Corolla aufgrund der Körpermaße der Beteiligten unmöglich war. Der Richter stellte daraufhin M.s Verteidiger in Aussicht, dass sein Mandant mit einer Bewährungsstrafe rechnen könne, wenn er wenigstens andere Vergewaltigungen gestünde. Nachdem der Anwalt Bernhard M. empfohlen hatte, darauf einzugehen, entzog dieser ihm das Mandat.  Dadurch kam es zu einer neuen Hauptverhandlung, in der entlastende Umstände aus der ersten Verhandlung nicht mehr berücksichtigt wurden, obwohl dieselben Richter und Staatsanwälte beteiligt waren. Bernhard M. wurde am 29. Januar 1996 zu viereinhalb Jahren Freiheitsstrafe verurteilt.
Beide Urteile stützten sich ausschließlich auf die Aussagen „Amelies“. Weil Adolf S. und Bernhard M. für die von ihnen nicht begangenen Straftaten keine Reue zeigten, wurde ihnen die nach zwei Dritteln Haftverbüßung übliche Aussetzung der Reststrafe zur Bewährung nicht gewährt.  Der Bundesgerichtshof verwarf in beiden Fällen die Revision. Ein Wiederaufnahmeantrag von Bernhard M. blieb 1999 erfolglos.
Die stationär behandelte „Amelie“ litt an einer Borderline-Persönlichkeitsstörung, was ihr behandelnder Psychiater im Prozess  bestritt, um ihre Aussagen nicht unglaubwürdig erscheinen zu lassen. Nach heftigem Streit mit ihrem zeitweise gewalttätigen Vater war sie zu ihren Großeltern gezogen. Später wurde sie nach einem Selbstmordversuch aus Liebeskummer in die Jugendpsychiatrie eingewiesen. Dort fügte sie sich mit Glasscherben und anderen Gegenständen Wunden zu, nahm wahllos Tabletten, schrieb Abschiedsbriefe und unternahm weitere Selbstmordversuche. Nach mehreren Aufenthalten in der Psychiatrie und Entgiftungskuren zog sie schließlich in eine Einrichtung für Betreutes Wohnen.

## Wiederaufnahmen und Freisprüche
Nachdem Vater und Onkel ihre Strafen vollständig verbüßt hatten, veröffentlichte die Journalistin Sabine Rückert 2002 in der Zeit Ergebnisse ihrer Recherchen und konstatierte einen zweifachen Justizirrtum. Rückert war 2001 auf den Fall aufmerksam geworden durch einen Hinweis des Rechtsmediziners Bernd Brinkmann, der von der Unschuld der beiden Verurteilten überzeugt war. Der von ihr zugezogene  Strafverteidiger Johann Schwenn reichte am 2. Mai 2002 für M. einen ca. 300 Seiten umfassenden Wiederaufnahmeantrag ein. Das Gesuch stützte sich auf folgende Gründe:
- Bernhard M. war infolge einer Hirnhautentzündung im Säuglingsalter alibidinös und zum Geschlechtsverkehr mit einer stabilen Erektion unfähig.
- „Amelie“ und eine Pflegerin hatten ihre Aussagen bei der Polizei miteinander abgesprochen.
- „Amelie“ änderte in der ersten Hauptverhandlung das Datum eines Vergewaltigungsvorwurfs, nachdem eine Zeugin Bernhard M. für diesen Tag entlastet und eine Kriminalbeamtin deren Aussage „Amelie“ zugespielt hatte.
- Die behauptete Vergewaltigung im Toyota habe aus Platzgründen nicht stattfinden können.
- „Amelie“ habe in großen Mengen die Gerinnungshemmer Marcumar und Aspirin zu sich genommen, um es zu erleichtern, sich selbst Hämatome zuzufügen.
- „Amelie“ sei an Borderline erkrankt, was die Therapeuten wider besseres Wissen in der Hauptverhandlung bestritten hätten.[5]
- „Amelie“ war sogar noch während beider Prozesse medizinisch feststellbar Jungfrau.[8]

Eine Stellungnahme der prüfenden Staatsanwältin stritt diese Begründungen ab. Das Landgericht Oldenburg ordnete die Wiederaufnahme an, das neue Verfahren gegen Bernhard M. endete am 14. Dezember 2005 mit einem Freispruch wegen „erwiesener Unschuld“.
Im Anschluss beantragte Schwenn auch die Wiederaufnahme für Adolf S. Dieser wurde am 2. Oktober 2006 ohne Neuverhandlung ebenfalls freigesprochen.

## Verarbeitung
Sabine Rückert beschrieb die Vorgänge ausführlich in ihrem Buch Unrecht im Namen des Volkes: Ein Justizirrtum und seine Folgen und veröffentlichte weitere Artikel zu dem Fall. Sie sieht Adolf S. und Bernhard M. als Opfer eines Kreises von Unterstützern der Belastungszeugin.
Dazu zählt sie das Personal der Jugendpsychiatrie, das „Amelies“ Aussagen blind geglaubt, die Diagnose „Borderline“ bestritten und ein schriftliches Geständnis, dass ihre Vorwürfe frei erfunden waren, zurückgehalten habe, um die Glaubwürdigkeit vor Gericht nicht zu gefährden. Ferner habe die zuständige Ermittlerin der Kriminalpolizei konsequent auf das Sichern von Sachbeweisen wie Spermaspuren verzichtet, stattdessen das vermeintliche Opfer über ihre Ermittlungsfortschritte auf dem Laufenden gehalten und der Klinikleitung rechtswidrig das Protokoll über „Amelies“ erste polizeiliche Vernehmung herausgegeben.
Das Landgericht Osnabrück schließlich habe in beiden Prozessen versäumt, eine unabhängige psychiatrische Begutachtung der Zeugin einzuholen. Auch sei eine Begutachtung von Bernhard M. trotz Hinweisen auf seine sexuelle Appetenzstörung unterblieben. Durch eine verzerrende Darstellung der Tatsachen im Urteil sei dessen Aufhebung im Revisionsverfahren verhindert worden.
Zivilrechtliche Klagen, die Anwalt Schwenn gegen den vorsitzenden Richter, einen Psychiater sowie „Amelie“ richtete, wurden abgewiesen.